# 车前灯蛾属
车前灯蛾属（学名：Parasemia）为裳蛾科的一个属。

## 下属物种
本属包括以下物种：
- 车前灯蛾 Parasemia plantaginis Linnaeus, 1758
- Parasemia stoetzneri Bang-Haas, 1927